# Plan de Oros
Plan de Oros är en ort i Mexiko.   Den ligger i kommunen Camarón de Tejeda och delstaten Veracruz, i den sydöstra delen av landet, 280 km öster om huvudstaden Mexico City. Plan de Oros ligger 207 meter över havet och antalet invånare är 278.
Terrängen runt Plan de Oros är lite kuperad, och sluttar brant österut. Runt Plan de Oros är det ganska glesbefolkat, med 40 invånare per kvadratkilometer. Närmaste större samhälle är Soledad de Doblado, 10,3 km öster om Plan de Oros. Omgivningarna runt Plan de Oros är en mosaik av jordbruksmark och naturlig växtlighet.